# Avenue Arnaud Fraiteur
L'avenue Arnaud Fraiteur est une courte avenue d'Ixelles (Bruxelles) située entre le cimetière d'Ixelles et le boulevard du Triomphe. Elle se situe dans le prolongement de l'avenue de l'Université, entre les campus de la Plaine et du Solbosch de l'Université libre de Bruxelles. Au milieu de l'avenue, le pont Fraiteur surplombe les quatre voies de la ligne 161 de la SNCB.

## Histoire
Cette avenue porte le nom d'un résistant ixellois, Arnaud Fraiteur, exécuté au Fort de Breendonk par les nazis en 1943. Elle portait précédemment le nom d'Avenue du Maréchal Pétain.
À quelques pas de là, sur le boulevard du Triomphe, se trouve l'arrêt STIB Fraiteur, situé à une des entrées de l'ULB, dont Arnaud Fraiteur suivait les cours clandestins en 1942-1943
Une dédicace figure sur la maison familiale située au 60 de la rue de la Concorde.